# Ruiz Manuel
Manuel Ruiz Valdivia (Almería; 5 de septiembre de 1971), conocido profesionalmente como Ruiz Manuel, es un torero español.

## Trayectoria
Su vida taurina comenzó a los 9 años, edad en que se pone por primera vez delante de una becerra, formándose seguidamente en la Escuela de Tauromaquia de Almería.
Su presentación tuvo lugar en 1987 en Gádor ( Almería), debutando con picadores cuatro años más tarde, en 1991, en Aranjuez. Se presenta en la plaza de toros de Las Ventas en Madrid dos años más tarde y recibe la alternativa de manos de José Pedro Prados, el Fundi el 30 de julio de 1995 en la plaza de toros de  Beaucaire (Francia), con vuelta al ruedo y dos orejas.  Confirma la alternativa en Las Ventas el 14 de junio de 1998 en una corrida de toros  de la ganadería de Albaserrada, el padrino fue Domingo Valderrama y como testigo actuó Denís Loré quien confirmaba también la alternativa.
Salta el charco para confirmar la alternativa en la Monumental de Ciudad de México en diciembre de 1998.

## Vida personal
Fue nombrado hijo predilecto de su barrio natal de El Zapillo en 1996. y fue pregonero mayor de la Feria y fiestas en honor a la Virgen del Mar en 2008. 
Fue fundador y organizador del festival taurino a beneficio de la Asociación Española Contra el Cáncer en Almería desde el 2002.
Es director artístico de la Escuela Taurina Pedro Romero de Almería y de la Escuela de Aficionados Prácticos de Almería junto a César López el César.